# Bazsinka József (tubaművész, 1962)
Bazsinka József (Budapest, 1962. szeptember 3. –) Liszt Ferenc-díjas tubaművész, szakközépiskolai tanár.
Bazsinka Zsuzsanna opera-énekesnő testvérbátyja, ifj. Bazsinka József tubaművész édesapja.

## Életpályája
Zenei tanulmányait 1974–1976 között Bicskén (tanára Sződy László volt), 1976–1981 között a Magyar Néphadsereg Zenész Tiszthelyettesképző Szakközépiskolában (tanára: Szabó László volt) folytatta. 1981 és ’85 között a Zeneakadémián Ujfalusi László növendéke volt.
1982-től egy évtizeden át az Anonymus Rézfúvós Quintet, 1995 óta a Brummadza Tuba Quartet, 1997 óta a Magyar Rézfúvós Quintet tagja. 1983–1993 között a Magyar Állami Operaház, 1993 óta a Budapesti Fesztiválzenekar tagja. 1988–1992 között a Bartók Béla Zeneművészeti Szakközépiskola tubatanára volt. 2000–2008 között a Szent István Zeneművészeti Szakközépiskola tanára volt. 2009 szeptemberétől a Pécsi Tudományegyetem óraadója.
Több tuba mesterkurzuson vett részt Roger Bobo, Mel Culbertson és Sam Pilafian osztályában. Szólistaként fellépett Magyarországon kívül Spanyolországban, Franciaországban, Németországban, Csehországban, Ausztráliában és az Amerikai Egyesült Államokban. Vendégművészként fellép az osztrák-magyar Pro Brass Együttesben. Tagja a Magyar és a Nemzetközi Harsona-Tuba Szövetségnek.

## Diszkográfia
- 1994 Dubrovay László: Hármasverseny, HCD 31349
- 1995 Tihanyi László: A szelek csendje, HCD 31352
- 1995 Bogár István: Tubaverseny, HCD 31612
- 1996 Waves – szóló CD, HCD 31642
- 1996 Hidas Frigyes: Tubaverseny – szóló CD, BMC 96002-2
- 1997 Dubrovay László: Hármasverseny, HCD 31716
- 2001 French Connection – szóló CD, HCD 31716
- 2004 Kőműves János: Une rapsodie Basse (Classic Sounds C J. K. 2004)
- 2004 Viola da Tuba – szóló CD (BME 001)
- 2010 Piano version – szóló CD (BME 002)
- Anonymus Rézfúvós Kvintett, SLPX 31405 Radioton
- 1997 Drachenkampf, 200232 MU 750 Accord
- 2001 Magyar Rézfúvós Kvintet

### A Pro Brass Együttessel
- A la Carte
- In Memoriam Bruckner

## Díjai, elismerései
- Liszt Ferenc-díj (1996)
- Számos díjat nyert nemzetközi tuba- és kamarazene-versenyeken.
  - 1984, Markneukirchen, II. díj
  - 1992, Markneukirchen, III. díj
  - 1995, Sidney, II. díj
  - 1976, Prága, I. díj
  - 1982, Barcs, I. díj
  - 1982, Ancona, I. díj
  - 1986, Narbonne, I. díj.